# Neues Bauen

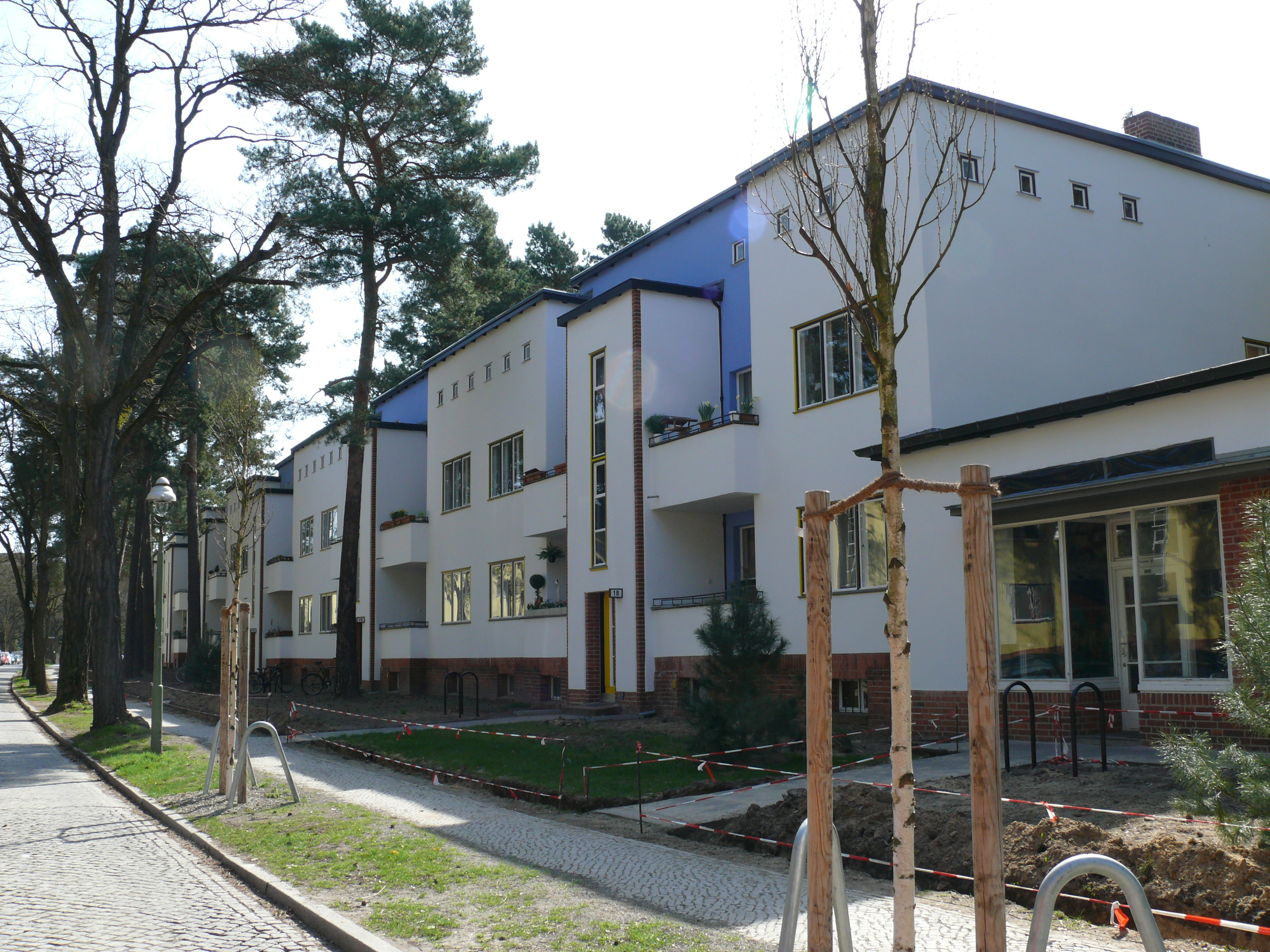
Architekt: Bruno Taut, Siedlung Onkel Toms Hütte (1926–1931): Wilskistraße, Berlin (Foto: 2013)

Das Neue Bauen war in Deutschland eine Bewegung in der Architektur und im Städtebau in der Zeit vor dem Ersten Weltkrieg bis in die Zeit der Weimarer Republik (1910er bis 1930er Jahre). Sie ist im Kontext zu sehen mit der sich gleichzeitig entwickelnden Neuen Sachlichkeit und der Bewegung De Stijl in den Niederlanden. Stellvertreter des Neuen Bauens sind das Bauhaus als experimentelle Lehrstätte und das Neue Frankfurt als erstes umfassendes städtebauliches und soziales Projekt. Der Richtung und damit auch der gesamten Bewegung des Neuen Bauens stand die Strömung des Heimatschutzstils gegenüber. Den Begriff Neues Bauen prägte der Architekt Erwin Anton Gutkind mit dem Titel seines 1919 erschienenen Fachbuches Neues Bauen. Grundlagen zur praktischen Siedlungstätigkeit.

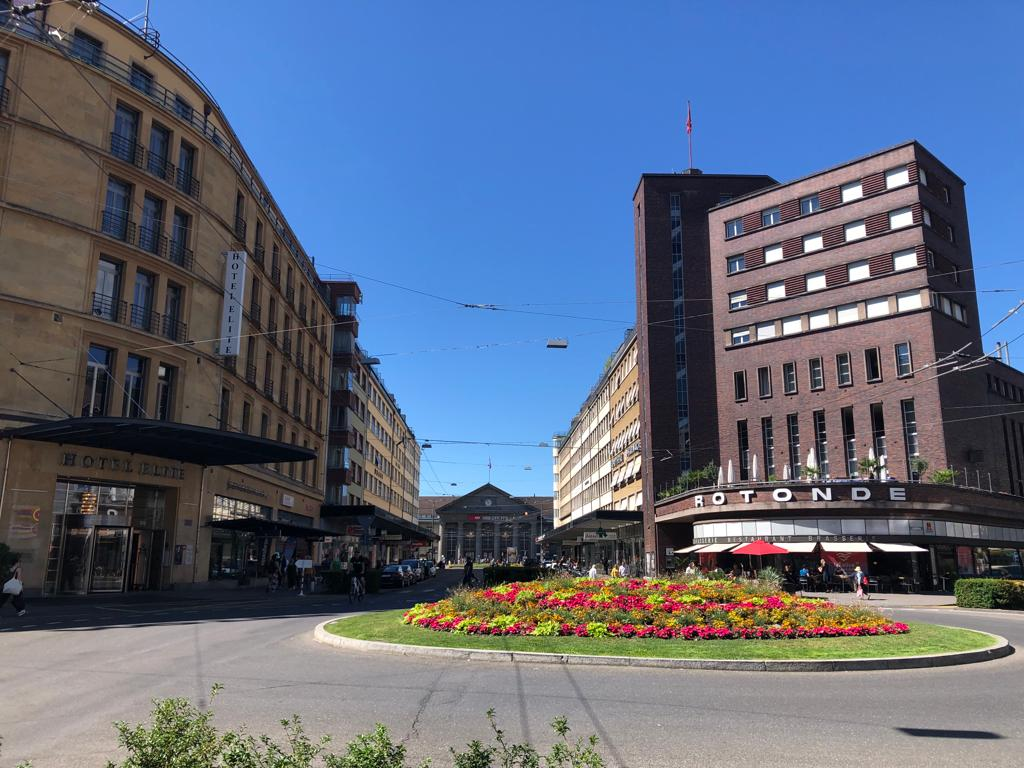
General-Guisan-Platz in Biel, mit Blick auf das geschlossen im Stil des Neuen Bauens errichtete Bahnhofquartier (im Vordergrund links das Hotel Elite, rechts das Volkshaus, im Hintergrund der Hauptbahnhof)

Ziel des Neuen Bauens war es, durch Rationalisierung und Typisierung, den Einsatz neuer Werkstoffe und Materialien sowie durch sachlich-schlichte Innenausstattungen eine völlig neue Form des Bauens zu entwickeln, bei der der Sozialverantwortung (viel Sonne, Luft und Licht gegen Mietskasernen, Hinterhöfe und beengte Räume) eine zentrale Bedeutung zukam. So entstand eine Vielzahl an Siedlungen, die häufig zu Zeiten von sozialdemokratischen Mehrheiten in den jeweiligen Gemeindevertretungen auf den Weg gebracht wurden. Entscheidend für die Entwicklung des Neuen Bauens waren die Erfahrungen des Ersten Weltkriegs, so können zentrale Themen des Neuen Bauens, wie z. B. „Zeilenbau, Wohnung für das Existenzminimum, Baurationalisierung, Normierung, Entwicklung billiger neuer Baustoffe [...] auf kriegsbedingte Vorarbeiten und Ideen zurückgeführt werden.“

## Gesellschaftliche Entwicklung
Seit Mitte des 19. Jahrhunderts begannen sich infolge der industriellen Revolution auch langsam die Anforderungen und die Mittel des Bauens zu verändern. Durch Landflucht und neue Arbeitsstrukturen entstand ein wachsender Bedarf an neuem Wohnraum, der befriedigt werden musste. Unkontrolliertes und spekulatives Bauen prägte die Städte, repräsentativen Fassaden folgten dunkle Hinterhöfe. Zugleich wurden Materialien wie Eisen, Glas und später Beton immer beliebter und besser nutzbar. Neue Bautechniken setzten sich durch: Stahlguss, Eisenskelettbau, große Glasrasterflächen und vorgefertigte Bauelemente. Sie brachten neue konstruktive und gestalterische Anforderungen mit sich. Wurden die neuen Techniken zuerst im konstruktiven Ingenieurbau eingesetzt, so verwendete man sie bald auch im Gebäudebau. 1851 setzte Joseph Paxton in seinem Crystal Palace in London erstmals Stahl-Glas-Rahmen-Fertigteilkonstruktionen ein. Gustave Eiffel zeigte 1887 mit dem Eiffelturm in Paris die Möglichkeiten der Eisenskelettkonstruktion.

## Vorläufer
In der Chicagoer Schule wurden die Techniken erstmals im größeren Stil beim Bau von Wohn- und Bürogebäuden angewandt. Louis Henry Sullivan postulierte 1890 mit form follows function einen Satz, der später zur Grundlage des Neuen Bauens werden sollte. In Europa nutzte Auguste Perret als einer der ersten Architekten die Vorteile der Eisen-Beton-Bauweise im regulären Wohnungsbau.
Auch in Deutschland erkannten Architekten die vielfältigen Möglichkeiten, die die neuen Techniken mit sich brachten, und versuchten daraus ein Neues Bauen zu entwickeln. Im Deutschen Werkbund vereinigten sich 1907 Architekten mit dem Ziel, dem Maschinenzeitalter entsprechend funktionsgerecht zu bauen, ohne historisierende Rücksichten zu nehmen und unter Einsatz moderner Materialien.

„Die neue Zeit fordert den eigenen Sinn. Exakt geprägte Form, jeder Zufälligkeit bar, klare Kontraste, ordnende Glieder, Reihung gleicher Teile und Einheit von Form und Farbe werden entsprechend der Energie und Ökonomie unseres öffentlichen Lebens das ästhetische Rüstzeug des modernen Baukünstlers werden.“

Die drängenden sozialen Probleme und der massenhafte Bedarf an Wohnraum ließ Gleichgesinnte versuchen, die funktionalen und gestalterischen Anforderungen mit den sozialen Problemen zu verknüpfen. Nach dem Ersten Weltkrieg kam es in Deutschland zu großen politischen Umwälzungen mit weitreichenden Auswirkungen, und 1919 begannen Bruno Taut, Walter Gropius, Hans Scharoun und Carl Krayl im geheimen Briefwechsel Die gläserne Kette die sozialen Aspekte des Neuen Bauens zu diskutieren. 1929 fand in Frankfurt der CIAM-Kongress Wohnung für das Existenzminimum statt.

## Prinzipien

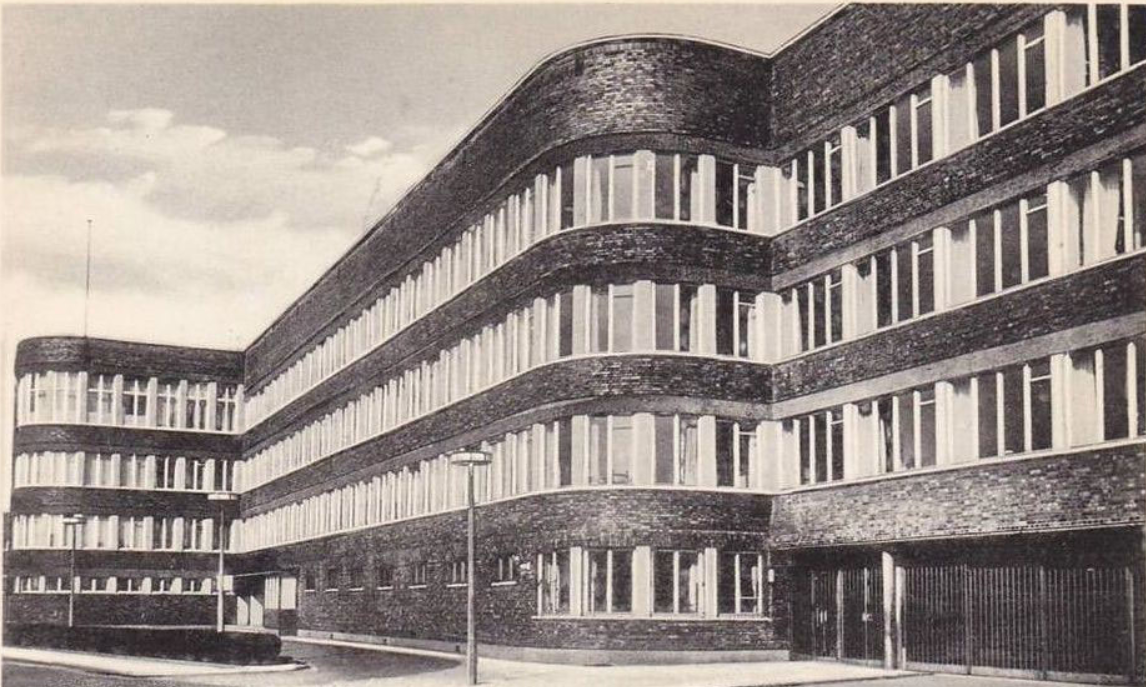
Hauptverwaltung der Fichtel & Sachs AG in Schweinfurt von Paul Bonatz, erbaut 1931–33 (Foto 1930er Jahre)

Das Neue Bauen setzte konsequent auf Backstein, Glas, Stahl und das neue Material Beton. Damit ließen sich vor allem einfache Formen und deren Dekomposition kostengünstig realisieren: kubische Formen, ineinandergeschobene Raumvolumen, freistehende Wandscheiben und kühne Auskragungen. Die kubistische Formensprache war jedoch keine Neuerfindung, sie fand sich bereits zuvor in der Kykladischen Architektur, die beispielsweise Loos als Vorbild benennt.
Die neue Architektursprache folgte dem ökonomischen Grundprinzip:
Soziale Ökonomie
Die Wohnungsnot und der daraus resultierende Massenwohnungsbau zwingen zur Einfachheit, Dekorationen wurden dabei als Verschwendung angesehen. Die einfache Formensprache stellte größere Anforderungen an den ästhetischen Anspruch des Entwurfs.
Konstruktive Ökonomie
Die Reduktion tragender Teile auf einzelne Punkte und Flächen erlaubt ganz neue Gestaltungsmöglichkeiten – es ergeben sich freiere Formen bei weniger konstruktivem Aufwand.
Stilistische Ökonomie
Der formale Rigorismus und die klare asketische Form repräsentieren Allgemeingültigkeit und Objektivität und stellen ein künstlerisches Ziel dar. Dem Gedanken des Gesamtkunstwerks folgend, in einigen Projekten bis hin zur vollkommen bezugsfertigen Ausgestaltung der Objekte.

## Vertreter

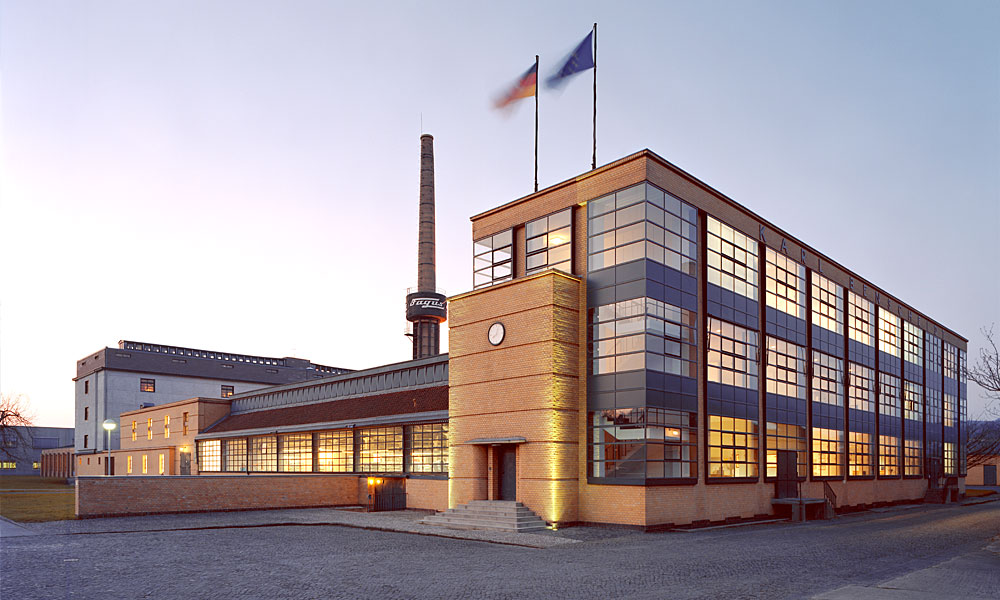
Fagus-Werk in Alfeld von 1911, ein erster Vorläufer des Neuen Bauens von Walter Gropius und Adolf Meyer

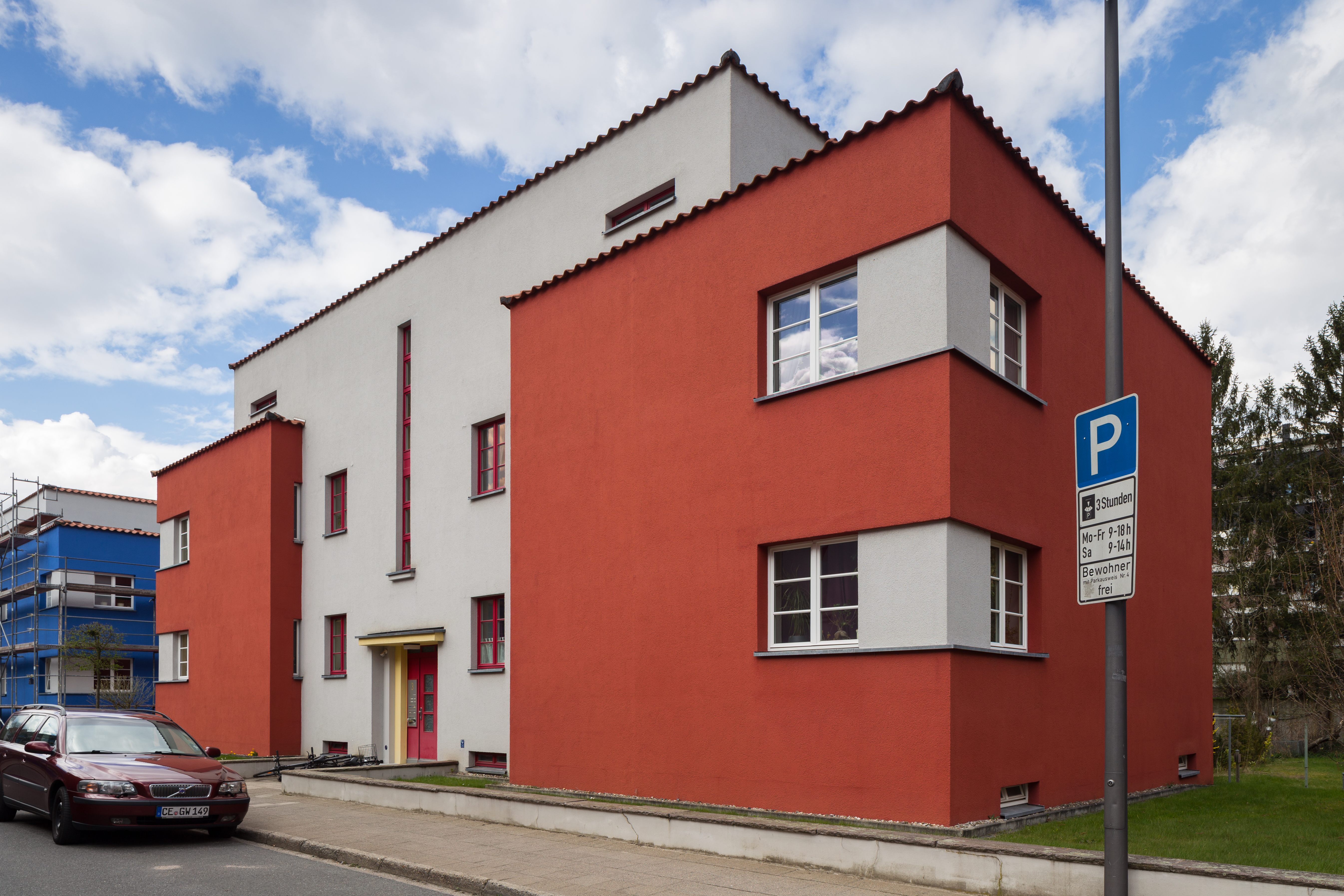
Siedlung Italienischer Garten von Otto Haesler in Celle, 1924/1925

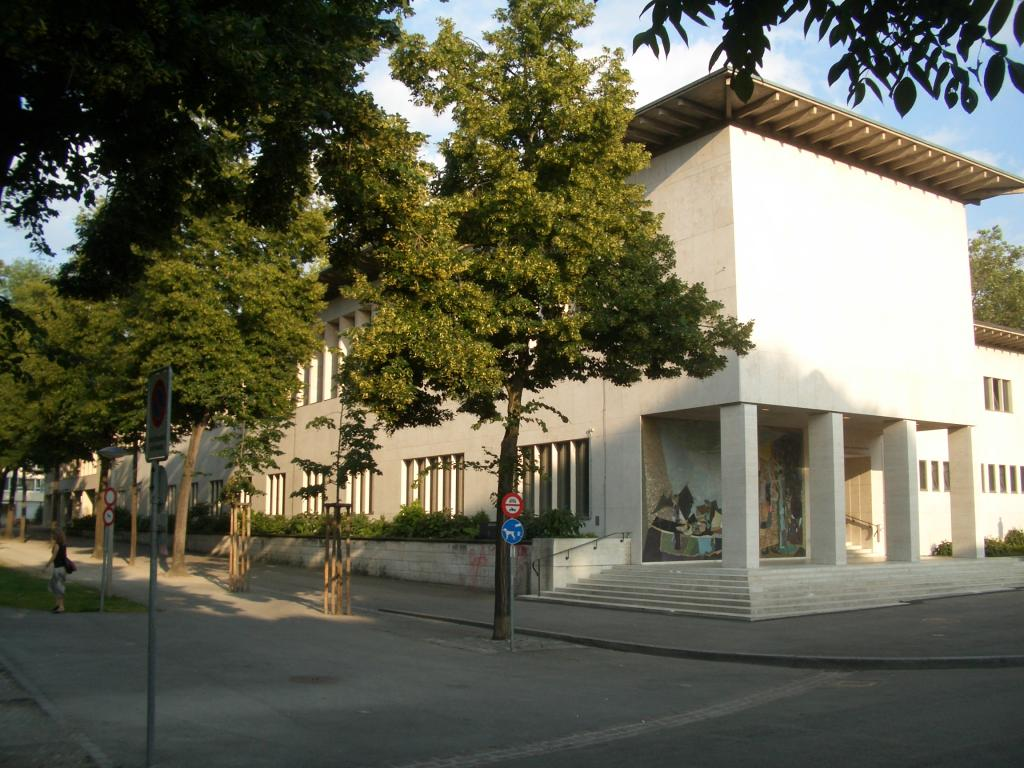
Kollegienhaus der Universität Basel

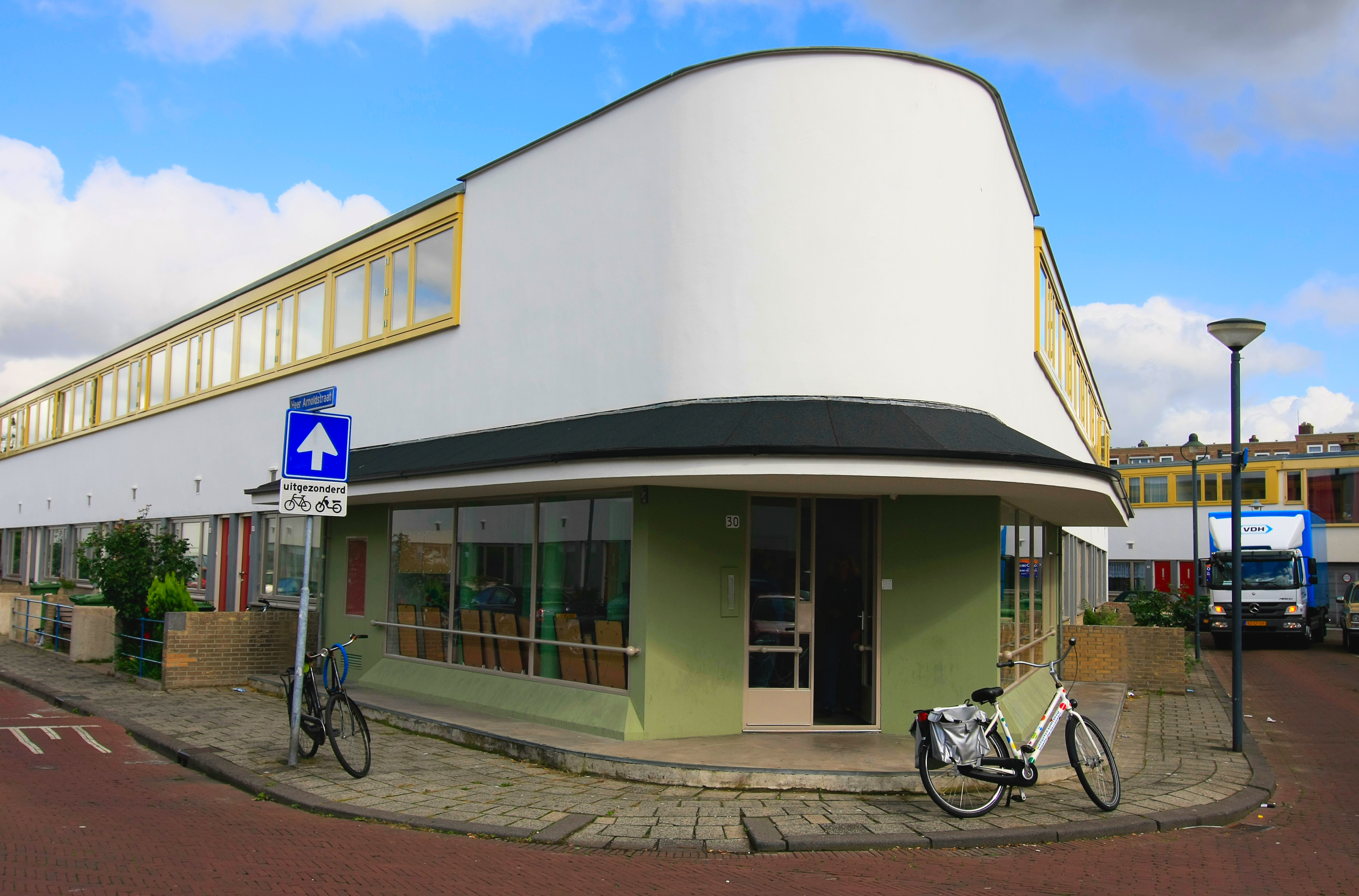
Kiefhoek-Siedlung in Rotterdam

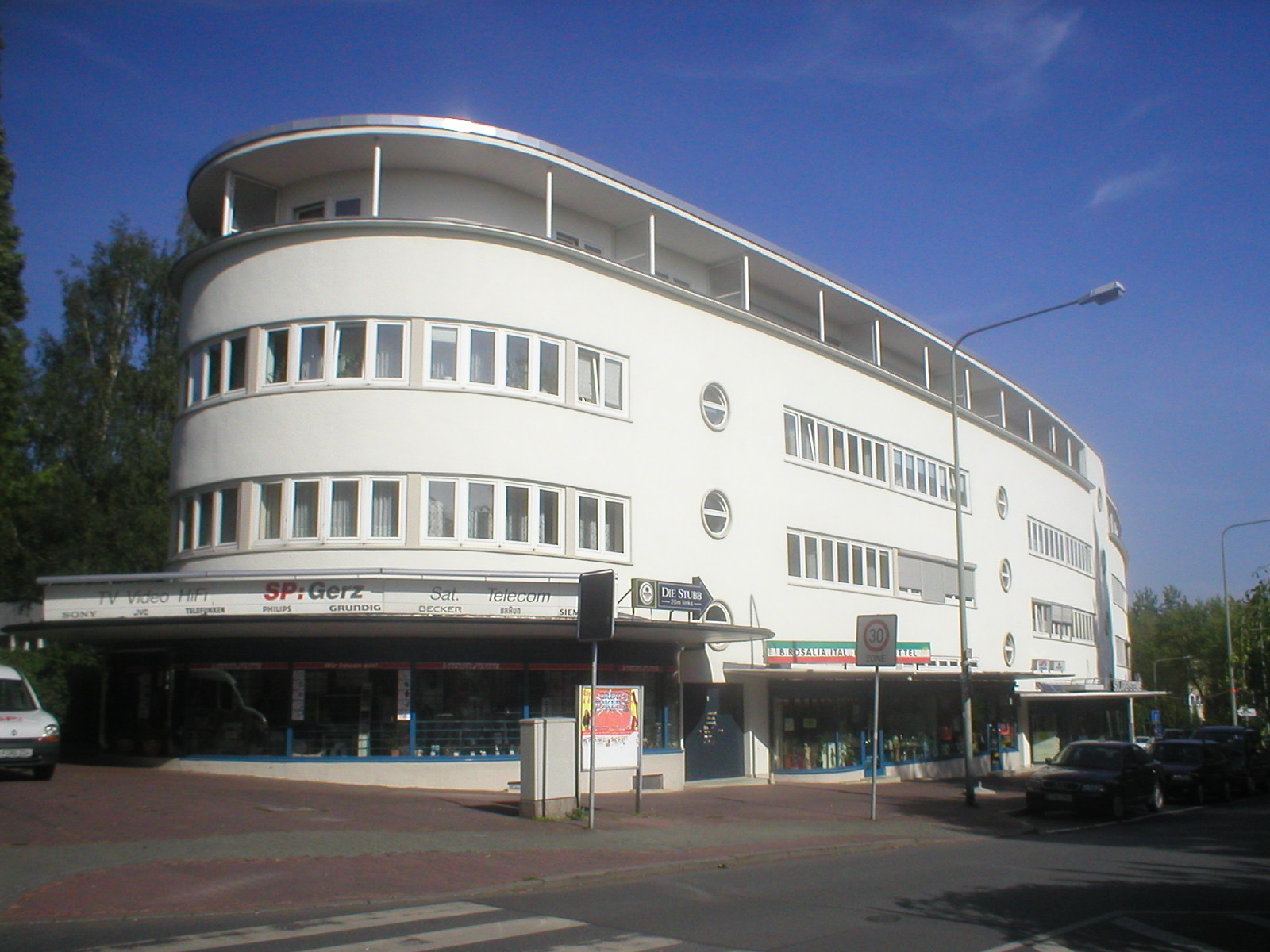
Der „Rundling“ in der Frankfurter Siedlung Römerstadt

Hauptvertreter des Neuen Bauens waren unter anderem (in alphabetischer Reihenfolge): Alvar Aalto, Le Corbusier, Ioannis Despotopoulos, Walter Gropius,  Hugo Häring, Otto Haesler, Patroklos Karantinos, Carl Krayl, Adolf Loos, Werner Mantz, Ernst May, Erich Mendelsohn, Hannes Meyer, Pier Luigi Nervi, Gustav Oelsner, Jacobus Johannes Pieter Oud, Bruno Paul, Ludwig Mies van der Rohe, Gerrit Rietveld, Wilhelm Riphahn, Hans Scharoun, Thilo Schoder, Karl Schneider, Mart Stam, Bernhard Sturtzkopf, Bruno Taut, Max Taut, Jørn Utzon, Robert Vorhoelzer und Konrad Wachsmann.
Das Neue Bauen entwickelte sich im Deutschen Werkbund und bildete die ideelle Grundlage der Bauhaus-Schule. Fast ein halbes Jahrhundert gestaltete es das europäische Bauen wesentlich mit.
Die neue Architektur wurde teilweise als Kuriosität wahrgenommen. Es entwickelte sich eine rege Privatfotografie, die sich auch in den zahlreichen Postkartenmotiven mit Gebäuden und Siedlungen des Neuen Bauens widerspiegelt.